# 功績勳章 (英國)
功績勳章（英語：Order of Merit）是一種英國和英聯邦王國勳章，由英國君主所頒贈。勳章於1902年由英皇愛德華七世所創設（仿傚普魯士的功勳勳章），以嘉獎在軍事、科學、藝術、文學或推廣文化方面有顯著成就的人士。勳章分文武兩種，後者較罕有，而且勳章的獎牌背後更額外附有一對打交叉的劍。本勳章的獲勳人士不必由官員提名，君主本人可以自由決定獲勳者。功績勳章是一項很高的榮譽，雖然它有別於傳統的勳章，並不附帶任何頭銜，但不少人仍認為它是現今地位最崇高而尚未廢除的勳章。
連同君主在內，本勳章的限額只有25位，但是海外的獲勳人士則以「名譽成員」計算，並不包括在名額以內。早在創設之時，勳章已准許女性獲勳，而首位獲勳的女性是南丁格爾（1907年）。本勳章並不是騎士勳章，並不賦予騎士身份，勳章亦無分等第，但獲勳人士則可以在姓名後加上以作標識。勳章本身呈十字形，四邊漆上紅色，正中則有藍底金字寫上，並分別由內至外圍上白圈和桂冠，而勳章頂上則綴上皇冠，整個勳章是繫在絲帶上的，絲帶的顏色為紅藍相間。

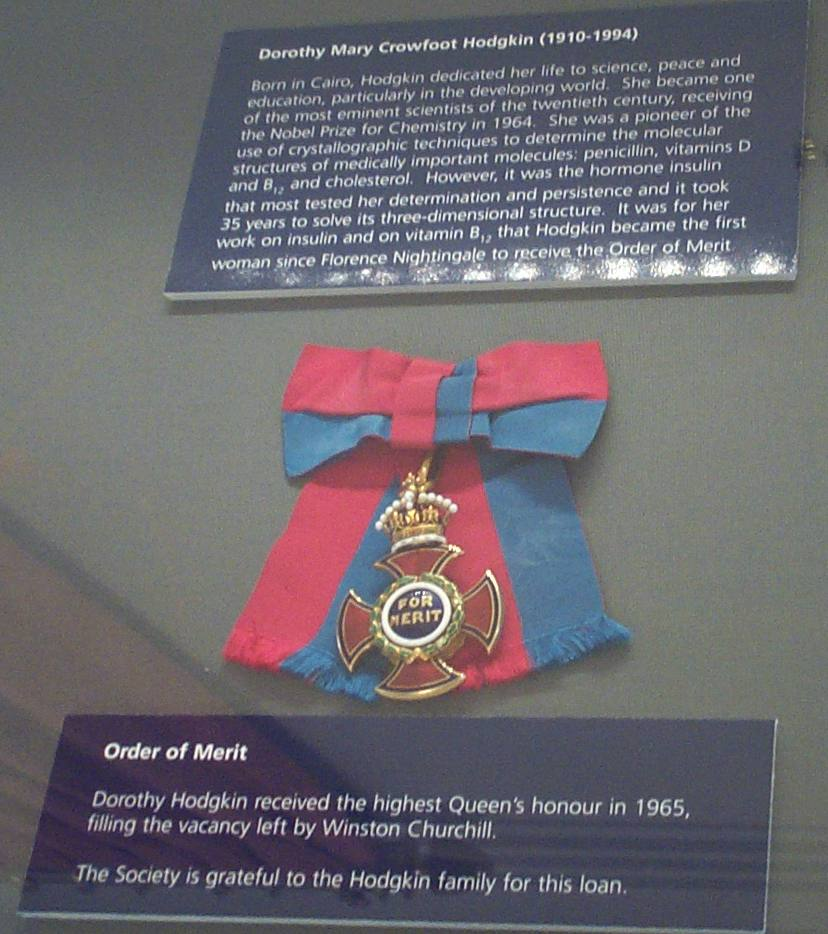
桃樂絲·克勞福特·霍奇金（1910年—1994年）於1965年獲頒功績勳章，填補邱吉爾的空缺。上圖所示為她的勳章於倫敦皇家學會展出時的模樣。

## 現時成員
- 君主：英皇查爾斯三世陛下[注 2]
- 成員
  1. 泰晤士河畔的霍朗明勳爵閣下，OM，RA （1997年），建築師，普利兹克奖得主
  2. 羅傑·潘洛斯爵士，OM，FRS （2000年），數學物理學家
  3. 湯姆·斯托帕特爵士，OM，CBE （2000年），劇作家
  4. 大衛·阿騰勃羅爵士，OM，GCMG，CH，CVO，CBE，FRS，FLS，FZS，FSA （2005年），廣播人和自然學家
  5. 大主教埃姆斯勳爵，OM（2007年），前聖公宗全愛爾蘭主教長兼阿馬大主教
  6. 蒂姆·伯納斯-李爵士，OM，KBE，FRS，FREng，FRSA（2007年），萬維網發明者與全球資訊網聯盟創辦人
  7. 拉德洛的里斯勳爵閣下，OM，PRS（2007年），御用天文官與前任皇家學會會長
  8. 克里田，PC，OM，CC，KC（2009年），前加拿大總理
  9. 尼爾·麥克格雷戈，OM，FSA（2010年），藝術史學家，前任大英博物館總監
  10. 大衛·霍克內，OM，CH，RA（2012年），藝術家
  11. 約翰·霍華德，OM，AC，SSI（2012年），前澳洲總理
  12. 賽門·拉圖爵士，OM，CBE，FRSA（2014年），管弦樂團指揮家
  13. 馬吉迪·雅各布爵士，OM，FRS（2014年），胸腔外科學教授
  14. 德納姆的達茲勳爵閣下，OM，KBE，PC，FRS，FMedSci，FRCSI，FRCS，FRCSE，FRCPGlas，FACS，FRCP，FREng（2016年），醫學家、工黨政治家
  15. 安·道林女爵士，OM，DBE，FRS，FREng（2016年），機械工程學家、前任劍橋大學工程系主任
  16. 詹姆士·戴森爵士，OM，CBE，FRS，FREng（2016年），發明家、戴森公司創辦人
  17. 大衛·阿賈耶爵士，OM，OBE，RA（2022年）, 建築師
  18. 伊麗莎白·阿尼翁伍女爵士，OM，DBE，FRCN（2022年），護士
  19. 本傑明女男爵，OM，DBE，DL（2022年），電視節目主持人
  20. 瑪格麗特·麥克米倫，OM，CC，CH，FRSL，FRSC，FBA，FRCGS（2022年），歷史學家
  21. 保羅·納斯爵士，OM，CH，FRS，FMedSci，HonFREng，HonFBA，MAE（2022年），遺傳學家、諾貝爾獎得主
  22. 文卡·拉馬克里希南爵士，OM，FRS（2022年），結構生物學、諾貝爾獎得主
- 名譽成員
  - 沒有

## 外部連結
- 勳章介紹，以及1902年至2002年的獲勳人士名單（页面存档备份，存于）